# Hohe Börde
Hohe Börde – gmina samodzielna (niem. Einheitsgemeinde) w Niemczech, w kraju związkowym Saksonia-Anhalt, w powiecie Börde.

## Dzielnice gminy
- Ackendorf
- Bebertal
- Brumby
- Bornstedt
- Eichenbarleben
- Glüsig
- Groß Santersleben
- Hermsdorf
- Hohenwarsleben
- Irxleben
- Mammendorf
- Niederndodeleben
- Nordgermersleben
- Ochtmersleben
- Rottmersleben
- Schackensleben
- Tundersleben
- Wellen